# Bygge- og anlægsvirksomhed
Bygge- og anlægsvirksomheder er de virksomheder indenfor byggebranchen, som er beskæftiget med at opføre, ombygge eller reparere bygværker eller anlægsarbejder af enhver art og størrelse.
Eksempler på dette er bygninger og huse, veje og jernbaner, broer og tunneler, havne og lufthavne, cykelstier og golfbaner. Disse aktiviteter adskiller sig fra industriel produktion ved, at hvert produkt er specielt designet til køberen, hvor man i industriel produktion masseproducerer ens produkter, fx sko eller biler, til et marked. 
Byggebranchen står typisk for 6-9 % af bruttonationalproduktet i industrialiserede lande, og i Danmark var der i 2016 beskæftiget knap 165.000 personer i denne branche.